# Щербатов, Меркурий Александрович
Князь Меркурий Александрович Щербатов  (ум. после 1600) — дворянин московский, окольничий и воевода во времена правления Ивана IV Васильевича Грозного, Федора Ивановича и Бориса Годунова.
Представитель княжеского рода Щербатовых (Рюриковичи). Младший сын князя Александра Васильевича Щербатова. Братья — князья Григорий, Семён, Михаил, Андрей и Иван.

## Биография
В 1580 году — второй воевода передового полка в сражении с татарами. В 1581 году вначале командовал сторожевым полком, а затем, будучи «товарищем» воеводы большого полка, участвовал в походе на литовские владения.
В 1582 году в качестве второго воеводы полка левой руки участвовал в походе русской рати на шведов. 
В 1584 году в качестве второго воеводы сторожевого полка принял участие в походе из Мурома на Казань, для усмирения черемисов во время Третьей черемисской войны.
В 1585 году на случай прихода крымцев второй воевода левой руки, потом воевода сторожевого полка в Туле, откуда ходил вторым сходным воеводою большого полка. 
В 1586 году был назначен «товарищем» первого воеводы в Новгороде, где пробыл до начала 1588 года.
Летом того же 1588 года назначен вторым воеводой сторожевого полка в готовящемся астраханском походе, в плавной рати, но отставлен и послан судьёй в Тверь. Воевода в Твери (1589). 
В 1590 году посыльный воевода при Государе, и по взятии Ивангорода, второй воевода левой руки, в этом же году воевода передового полка, участвовал в походе царской армии на шведские владения в Прибалтике.
В ноябре 1593 года назначен царской думой главой московского посольства к крымскому хану Газы Гераю для заключения мира и размена пленными. Его заместителями («товарищами») были назначены боярин князь Фёдор Иванович Хворостинин и оружничий Богдан Яковлевич Бельский, которые раньше него выехали на предварительные переговоры с ханским посланцем Ахмет-пашой. После приезда в Крым князь М. А. Щербатов не сразу смог убедить хана и татарских вельмож заключить мирный договор с Русским государством. Многие крымские князья и мурзы были недовольны привезенными Щербатовым из Москвы подарками и заявляли, что раньше им «не токмо с послами, но и с гонцами царя посылывалось более». Меркурий Щербатов не смог задобрить взятками влиятельных ханских сановником и мурз. Также был недоволен крымский калга-султан Фетих Герай, требовавший 5 тысяч рублей, угрожая в случае отказа выступить в поход на южнорусские границы. Сам крымский хан Газы Герай считал, что единовременная выплата в размере 10 тысяч рублей недостаточна, и потребовал платы в таком же размере за несколько предыдущих лет. После долгий усилий князь Меркурий Щербатов при содействии Ахмет-паши смог убедить крымского хана к подтверждению шерсти (договора) о соблюдении мирного соглашения с Русским государством. 14 апреля 1594 года Газы Герай ратифицировал мирный договор с Москвой. Получив от хана подтверждение мирного договора, князь Меркурий Щербатов вел переговоры с рядом татарских мурз об освобождении русских пленников. В своих донесениях в Москву оставил любопытную информацию о состоянии Крымского ханства конца XVI века.
После успешных переговоров в Крыму вернулся на родину, где был пожалован царем в окольничие.
В 1596 году назначен первым воеводой в Тобольск. 
В 1598 году находился в Москве и во время ожидавшегося нападения крымского хана назначен воеводой для вылазок.
Последний раз упоминается в 1600 году, когда был назначен воеводой большого полка на южнорусских границах.
Умер бездетным.